# Les Passionnés
Pour plus de détails, voir Fiche technique et Distribution.
Les Passionnés (Canzone appassionata) est un film italien réalisé par Giorgio Simonelli, sorti en 1953.

## Synopsis
Lucia Spinelli, orpheline, est prise comme femme de ménage dans la maison de Mme Carla Parodi, lorsqu'elle atteint sa majorité la jeune femme est presque obligée d'épouser le frère de Mme Carla. Après le mariage et la naissance du premier enfant, l'ingérence de Parodi dans la vie des deux époux se poursuit. A l'âge de cinq ans, la petite fille est envoyée en internat sur proposition de Carla, laissant Lucia dans la solitude, comblée par la présence d'Alberto, un individu louche qui, après être devenu son amant, la pousse à travailler comme chanteuse dans une nuit. club. Après avoir abandonné son mari, Lucia continue de travailler dans la série qui la fera faire le tour du monde, mais à son retour, après quelques années,

## Fiche technique
- Titre original : Canzone appassionata
- Titre français : Les Passionnés
- Réalisation : Giorgio Simonelli
- Scénario : Luigi Zampa, Alberto Vecchietti, Manolo Bolognini, Gino De Santis et Jacques Rémy
- Photographie : Carlo Montuori
- Musique : Nino Oliviero
- Pays d'origine : Italie
- Format : Noir et blanc - Mono
- Date de sortie : 1953

## Distribution
- Nilla Pizzi : Lucia Spinelli
- Gérard Landry : Albert Dupont
- Vira Silenti : Fiorella
- Cesare Fantoni : Lorenzo Parodi
- Elisa Cegani : Carla Parodi
- Umberto Spadaro : le Commissaire
- Carlo Tusco : Franco
- Paola Quattrini : Fiorella di Piccola
- Luisa Rivelli : la maîtresse d'Albert
- Zoe Incrocci : la prostituée
- Gigi Reder : un touriste